# Podkraj (gmina Ajdovščina)
Podkraj – wieś nad Vipavską doliną, leżąca na styku krasowych pasm Lasu Trnovskiego, Nanosu i Hrušicy na wysokości 800 m n.p.m. Oprócz wymienionej wsi Podkraj zajmuje jeszcze oddalone przysiółki Trševje, Srebote i Hrušica. Leży na drodze Col – Kalce i należy do gminy Ajdovščina. Do krajevnej skupnosti (sołectwo) Podkraj należą jeszcze wsie Višnje, Bela i Vodice. Cała krajevna skupnost liczy około 700 ludzi.

## Ludność
Skład etniczny 1991:

Słoweńcy: 406 (99,2%)

Nieznane: 3

## Kultura, historia
W centrum wsi leży kościół św. Małgorzaty z gotyckim prezbiterium i filialna szkoła podstawowa, która została odnowiona w 1994.
Przez Podkraj wiodła rzymska droga między ówczesnymi Aquileią (Akwileja) i Emoną (Lublana). Na najwyższym punkcie rzymskiej drogi na Hrušicy (858 m) stała rzymska twierdza Ad Pirum. Od I stulecia była tu stacja pocztowa, od II wieku zaś też strażnica. W drugiej połowie III stulecia została tu wybudowana mocna twierdza. Zachowane są ruiny twierdzy i ścian. Są tu też ruiny kaplicy jednego z pierwszych chrześcijańskich kościołów w ogóle.
W Podkraju urodził się w 1919 słoweński fotograf Edi Šelhaus.